# Eutelia chromatica
Eutelia chromatica is een vlinder uit de familie van de Euteliidae. De wetenschappelijke naam van de soort is voor het eerst geldig gepubliceerd in 1921 door Schaus.